# Nacré tyrrhénien
Fabriciana elisa
Espèce
Le Nacré tyrrhénien (Fabriciana elisa) est une espèce de lépidoptères (papillons) de la famille des Nymphalidae. Elle est endémique de Corse et de Sardaigne.

## Noms vernaculaires
- En français : le Nacré tyrrhénien, l'Argynne d'Élise[1].
- En anglais : Corsican Fritillary[2].

## Description
L'imago de Fabriciana elisa est un papillon de taille petite à moyenne.
Le dessus des ailes est de couleur fauve orangé vif, avec une bordure noire, une série de chevrons submarginaux noirs, et plusieurs autres petites taches noires.
Le revers des ailes antérieures est similaire, tandis que celui des ailes postérieures a un fond mêlant du vert-olive, du jaune et du brun-roux, orné de nombreuses taches nacrées et d'une série de tout petits ocelles postdiscaux brun-roux pupillés de bleu.

## Biologie
Le Nacré tyrrhénien vole en une seule génération entre fin juin et mi-août.
Il hiverne au stade de chenille formée dans l'œuf.
La plante-hôte est une violette : Viola corsica.

## Distribution et biotopes
Le Nacré tyrrhénien est endémique de Corse et de Sardaigne.
Il réside dans des lieux secs parsemés de bruyère.

## Systématique
L'espèce actuellement appelée Fabriciana elisa a été décrite par l'entomologiste français Jean-Baptiste Godart en 1823, sous le nom initial dʼArgynnis elisa.

## Protection
Le Nacré tyrrhénien est inscrit sur la liste des insectes strictement protégés de l'annexe 2 de la Convention de Berne.
Il est inscrit sur la liste des insectes strictement protégés de l'annexe IV de la Directive Habitats du Conseil de l'Europe concernant la conservation des habitats naturels ainsi que de la faune et de la flore sauvages du 21 mai 1992.
En France, le Nacré tyrrhénien est protégé à l'échelle nationale (article 2 de l'arrêté du 23 avril 2007 fixant la liste des insectes protégés sur le territoire national).